# Wu-Stil
Der Wu-Stil des Taijiquan (chinesisch 吳式 / 吴式 oder 吳氏 / 吴氏,  wúshì bzw. 吳家 / 吴家,  wújiā), auch „Neuer Wu-Stil“ genannt, ist einer der fünf „Familienstile“ der chinesischen Kampfkunst Taijiquan. Der Stil wurde von Wu Jianquan (吳鑑泉 / 吴鉴泉) begründet, dem Sohn des kaiserlichen Leibgardisten Wu Quanyou (吳全佑 / 吴全佑,  Wu Ch'uan-yü) zur Zeit der Qing. Er ist nicht zu verwechseln mit dem Wu-Hao-Stil (武郝式 oder 武郝氏), auch als „Alter Wu-Stil“ bekannt, der auf Wu Yuxiang (武禹襄,  Wu Yu-Hsiang) zurückgeht.

## Geschichte
Der Wu-Stil nahm seinen Anfang bei Yang Luchan (1799–1872), der als erster Außenstehender den in der Familie Chen über Generationen als Familientradition weitergegebenen Chen-Stil des Taijiquan erlernen durfte. Als Yang Luchan im Jahre 1850 als Ausbilder der Leibgarde zum kaiserlichen Hof berufen wurde, wurde der Mandschuren-Hauptmann Wu Quanyou (1834–1902) einer seiner Schüler. Später wurde Wu Quanyou zum offiziellen Schüler von Yang Luchans zweitem Sohn Yang Banhou (楊班侯 / 杨班侯,  Yang Pan-hou, 1837–1890).
Das auf Wu Quanyou (1834–1902) zurückgehende Taijiquan erhielt erst eine Generation später den Namen Wu (吳 / 吴), als Wus Sohn Wu Jianquan (1870–1942) den Familiennamen der chinesischen Aussprache ihres Mandschu-Namens „U Hala“ (烏佳哈拉 / 乌佳哈拉) anpasste.
Wu Jianquan lebte in den Tagen der frühen chinesischen Republik (nach 1912) in Peking und unterrichtete dort neben Yang Chengfu, Yang Shaohao und Sun Lutang an der „Pekinger Forschungsgesellschaft für Leibeserziehung“ (北京體育研究社 / 北京体育研究社, englisch Institute for Athletic Investigation). In dieser Zeit wurde die Tradition der „verschlossenen Tür“ (閉門 / 闭门) von vielen Mitgliedern der Taijiquan-Familien aufgegeben. Jene Tradition gebietet, dass Wissen nur an einen geschlossenen, überschaubaren Kreis von Schülern, meist Familien- bzw. Klanmitglieder, hinter verschlossener Tür weitergeben wird. Im Zuge dieser Öffnung entwickelte Wu Jianquan (ebenso wie Vertreter der anderen Familien) eine auf den traditionellen schnellen Formen des Taijiquan basierende langsame Handform, die es auch älteren und nicht von Kindheit an trainierten Menschen möglich machte, Taijiquan zu erlernen.
Im Jahr 1928 verließen Wu Jianquan und Yang Chengfu Peking. Wu Jianquan ging nach Shanghai und gründete dort 1935 die Jianquan Taijiquan Association, die bis heute den Wu-Stil weltweit vertritt.
Während seine Söhne Wu Gongyi (吳公儀 / 吴公仪, 1900–1970) und Wu Gongzhao (吳公藻 / 吴公藻, 1903–1983) und der Meisterschüler Cheng Wing Kwong und deren Nachfolger das Taijiquan der Familie Wu in Kanton, Hongkong, Malaysia und Nordamerika verbreiteten, brachten der Ehemann Ma Yueliang (馬岳樑 / 马岳梁, 1901–1998) und Sohn Ma Jiangbao (* 1941, † 2016) von Wu Jianquans Tochter Wu Yinghua (吳英華 / 吴英华, 1907–1996) die Familientradition nach Europa. Zuerst nach Deutschland in Düsseldorf, dann in den Niederlanden nach Rotterdam und später verteilt in weitere europäische Staaten. Hier in Europa unterrichtete Ma Jiangbao von 1986 bis 2016 als Vertreter der dritten Generation der Familie Wu.
Im Wu-Stil Taijiquan wird bis heute eine umfangreiche Sammlung an Formen (Handformen, Säbel-, Lanzen-, Schwertformen) und Partnerübungen praktiziert, die allesamt direkt auf die Familie Wu zurückgehen.

## Charakter des Stils
Die langsame Form des Wu-Stils ist von den Grundstellungen her kompakt, natürlich und locker, langsam und ununterbrochen, lebendig, fließend, weich und ausgeglichen. Die Waffenformen unterstützen diese Qualitäten, werden aber in der Regel schneller ausgeführt.
Die Ausführung des Wu-Stils Push-Hands ist sehr weich und sanft, es gilt, ein Gefühl für den Partner zu entwickeln und zu lernen, Kräfte zu neutralisieren. Sind diese Eigenschaften ausgebildet, kann eine Vielzahl von Techniken angewendet werden, um den Partner aus dem Gleichgewicht zu bringen. Das Push-Hands führt langsam an die Kampfkunst heran und kann durch viel Übung bis zum freien Kampf weiterentwickelt werden.